# سامورایی (فیلم)
سامورایی (به فرانسوی: Le Samouraï) از فیلم‌های موج نوی فرانسه محصول ۱۹۶۷ به کارگردانی ژان-پیر ملویل است.
آلن دلون، بازیگر مشهور فرانسوی، در اولین همکاری‌اش با ملویل (کارگردان مطرح موج نو) نقش قاتلی خونسرد را بازی می‌کند. قاتلی به نام جف کاستلو که فقط به‌خاطر پول آدم می‌کشد. صورت جذاب و سنگیِ دلون، که در حالت عادی هم بری از احساسات است، بهترین انتخاب برای ایفای نقش کاستلو است. فیلم اگرچه ویژگی‌های فیلم نوآر (فردی که به‌تنهایی به مقابله با سیستم برمی‌خیزد، سایه‌های تیره و نورپردازی نیمه‌تاریک) را دارد، ولی بیشتر در زمرهٔ فیلم‌های برخاسته از موج نوی فرانسه دسته‌بندی می‌شود.